# Friendship, Arkansas
Friendship är en ort i Hot Spring County i delstaten Arkansas, USA.